# Narjot de Toucy
Narjot de Toucy († 1293) fou senyor de Terza, capità-general de Durazzo i amirall del regne de Sicília el 1277. Pel seu matrimoni, fou comte consort de Tripoli i príncep consort d'Antioquia.
Era d'una família d'origen borgonyó del qual una branca es va instal·lar a l'Imperi Llatí, i després va passar al servei de Carles I d'Anjou, rei de Sicília. Després d'haver estat regent de l'Imperi Llatí entre 1245 i 1247, el seu pare Felip de Toucy fou nomenat almirall del regne de Sicília el 1271 i va morir el 1277. El seu fill Narjot el va succeir en les seves funcions.
Les pretensions del seu sobirà sobre el regne de Jerusalem afavoriren el seu matrimoni amb Lucia, germana de Bohemon VII, príncep d'Antioquia i IV comte de Trípoli. Però la parella va abandonar Terra Santa per instal·lar-se en la Pulla. Bohemon VII va morir el 19 d'octubre de 1287, però els cavallers de Trípoli preferien a Sibil·la d'Armènia, la mare de Bohemon, més que Lucia. Desgraciadament, Sibil·la va designar com a batlle a Bartomeu, bisbe de Tortosa, molt impopular. Els tripolitans van deposar llavors el govern i van erigir el comtat en comuna. Narjot i Lucia van anar llavors a Trípoli i van poder fer reconèixer els seus drets a força de negociacions i de concessions, com el protectorat genovès, però la ciutat fou presa el 26 d'abril de 1189 pel sultà mameluc Qalawun.
Narjot i Lucia van tornar llavors a Itàlia.

## Matrimoni i fills
Casat vers 1278 amb Lucia, comtessa de Trípoli i princesa d'Antioquia († 1299) amb la qual va tenir un sol fill:
- Felip de Toucy († després de 1300), senyor de Terza, príncep titular d'Antioquia, comte titular de Trípoli